# Gregor Predel
Gregor Predel (* 19. November 1961 in Münster; † 2. März 2024 in Freiburg im Breisgau) war ein deutscher römisch-katholischer Theologe, der als ordentlicher Professor für Dogmatik an der Theologischen Fakultät Fulda lehrte.

## Leben
Gregor Predel wurde nach dem Studium der katholischen Theologie in Freiburg und München 1988 in Freiburg zum Priester geweiht. Seine anschließende Kaplanszeit verbrachte er in Bad Krozingen. Von 1990 bis 1994 schloss sich ein Promotionsstudium an, in dieser Zeit wirkte er zudem als Vikar in Waldkirch-Buchholz und Glottertal. Predel wurde 1994 zum Dr. theol. in Freiburg bei Helmut Riedlinger promoviert. Anschließend wirkte er bis 1996 als Hochschulpfarrer in Freiburg-Littenweiler sowie bis 1997 als Mentor der Laientheologen in der Studienbegleitung für Theologiestudierende in Freiburg.
Von 1997 bis 2004 wirkte Predel in der Seelsorgeeinheit Nördlicher Kaiserstuhl. 2004 habilitierte er sich bei Peter Walter in Freiburg und lehrte anschließend als Privatdozent Dogmatik und Dogmengeschichte an der Albert-Ludwigs-Universität Freiburg. Von 2007 bis 2011 war er Lehrbeauftragter für katholische Theologie an der Universität Koblenz-Landau, Campus Landau. 2009 wurde er von der Theologischen Fakultät der Universität Freiburg zum außerplanmäßigen Professor ernannt. Vom Wintersemester 2011/2012 bis zu seinem Tod war Predel Professor für Dogmatik, Dogmengeschichte und Ökumenische Theologie an der Theologischen Fakultät Fulda.
Nach kurzer, schwerer Krankheit starb er am 2. März 2024 im Alter von 62 Jahren in Freiburg im Breisgau.

## Werke (Auswahl)
- Sakrament der Gegenwart Gottes. Theologie und Natur im Zeitalter der Naturwissenschaften (Freiburger Theologische Studien, 158), Freiburg-Basel-Wien 1996 (Dissertation).
- Vom Presbyter zum Sacerdos. Historische und theologische Aspekte der Entwicklung der Leitungsverantwortung und Sacerdotalisierung des Presbyterates im spätantiken Gallien (Dogma und Geschichte, 4), Münster 2005 (Habilitationsschrift).
- Schöpfungslehre (Gegenwärtig Glauben Denken. Systematische Theologie, Bd. 4), Paderborn 2015.